# Coupe de la Ligue 2019/20
De Coupe de la Ligue 2019/20 was de 26ste en tevens laatste editie van dit Franse voetbalbekertoernooi. De competitie begon op 26 juli 2019 en eindigde met de finale op 31 juli 2020 in het Stade de France. De titelhouder was RC Strasbourg, dat EA Guingamp na een 0-0 gelijkspel met 4-1 in de hierop volgende strafschoppen reeks versloeg in de finale op 30 maart 2019.

## Deelnemende clubs
| Clubs uit Ligue 1 (20)      | clubs uit Ligue 2 (20) en National (5) |
| beginnen bij de laatste 16  | beginnen in de 1e ronde                |
| --------------------------- | -------------------------------------- |
| Paris Saint-Germain         | SM Caen                                |
| Lille OSC                   | EA Guingamp                            |
| Olympique Lyonnais          | ES Troyes AC                           |
| AS Saint-Étienne            | Paris FC                               |
| Stade Rennais               | RC Lens                                |
| RC Strasbourg (titelhouder) | FC Lorient                             |
| beginnen in de 3e ronde     | Le Havre AC                            |
| Olympique Marseille         | US Orléans                             |
| Montpellier HSC             | Grenoble Foot 38                       |
| OGC Nice                    | Clermont Foot                          |
| Stade de Reims              | LB Châteauroux                         |
| Nîmes Olympique             | Chamois Niortais FC                    |
| FC Nantes                   | Valenciennes FC                        |
| Angers SCO                  | AS Nancy                               |
| Girondins de Bordeaux       | AJ Auxerre                             |
| Amiens SC                   | FC Sochaux                             |
| Toulouse FC                 | AC Ajaccio                             |
| AS Monaco                   | Rodez AF                               |
| Dijon FCO                   | FC Chambly                             |
| FC Metz                     | Le Mans FC                             |
| Stade Brestois              | National (5)                           |
|                             | Gazélec FCO Ajaccio                    |
|                             | AS Béziers                             |
|                             | Red Star FC                            |
|                             | US Quevilly-Rouen Métropole            |
|                             | Bourg-en-Bresse 01                     |

## Voorronde
Een voorronde wedstrijd werd gespeeld op 26 juli 2019.
| Club               | Resultaat | Club           | Datum        |
| ------------------ | --------- | -------------- | ------------ |
| Bourg-en-Bresse 01 | 1-0       | Quevilly-Rouen | 26 juli 2019 |

## Eerste ronde
De loting voor de eerste ronde werd gehouden op 18 juli 2019. Terwijl de wedstrijden op 13 augustus 2019 werden gespeeld.
| Club                | Resultaat         | Club            | Datum            |
| ------------------- | ----------------- | --------------- | ---------------- |
| FC Lorient          | 1-2               | Le Mans FC      | 13 augustus 2019 |
| Clermont Foot       | 1-1 n.v. 4-3 n.p. | Le Havre AC     | 13 augustus 2019 |
| Grenoble Foot 38    | 1-1 n.v. 4-3 n.p. | Rodez AF        | 13 augustus 2019 |
| Gazélec FCO Ajaccio | 2-0               | FC Chambly      | 13 augustus 2019 |
| Bourg-en-Bresse 01  | 2-2 n.v. 7-6 n.p. | Red Star FC     | 13 augustus 2019 |
| Paris FC            | 2-1               | FC Sochaux      | 13 augustus 2019 |
| Chamois Niortais FC | 3-1               | LB Châteauroux  | 13 augustus 2019 |
| SM Caen             | 0-1               | AS Nancy        | 13 augustus 2019 |
| AC Ajaccio          | 4-1               | Valenciennes FC | 13 augustus 2019 |
| AJ Auxerre          | 0-0 n.v. 5-6 n.p. | AS Béziers      | 13 augustus 2019 |
| US Orléans          | 4-1               | EA Guingamp     | 13 augustus 2019 |
| ES Troyes AC        | 1-2               | RC Lens         | 13 augustus 2019 |

- n.v. = na verlenging
- n.p. = na penalty's

## Tweede ronde
| Club                | Resultaat         | Club             | Datum            |
| ------------------- | ----------------- | ---------------- | ---------------- |
| Bourg-en-Bresse 01  | 1-1 n.v. 6-5 n.p. | AS Béziers       | 27 augustus 2019 |
| AS Nancy            | 1-0               | AC Ajaccio       | 27 augustus 2019 |
| RC Lens             | 2-2 n.v. 5-4 n.p. | Clermont Foot    | 27 augustus 2019 |
| Le Mans FC          | 2-2 n.v. 8-7 n.p. | US Orléans       | 27 augustus 2019 |
| Chamois Niortais FC | 0-0 n.v. 5-4 n.p. | Grenoble Foot 38 | 27 augustus 2019 |
| Gazélec FCO Ajaccio | 1-1 n.v. 5-6 n.p. | Paris FC         | 27 augustus 2019 |

- n.v. = na verlenging
- n.p. = na penalty's

## Derde ronde
De loting voor de derde ronde werd gehouden op 19 september 2019.
| Club                  | Resultaat         | Club                | Datum           |
| --------------------- | ----------------- | ------------------- | --------------- |
| Nîmes Olympique       | 3-0               | RC Lens             | 29 oktober 2019 |
| Girondins de Bordeaux | 2-0               | Dijon FCO           | 29 oktober 2019 |
| Le Mans FC            | 3-2               | OGC Nice            | 30 oktober 2019 |
| FC Nantes             | 8-0               | Paris FC            | 30 oktober 2019 |
| FC Metz               | 1-1 n.v. 3-4 n.p. | Stade Brestois      | 30 oktober 2019 |
| AS Monaco             | 2-1               | Olympique Marseille | 30 oktober 2019 |
| Stade de Reims        | 2-1               | Bourg-en-Bresse 01  | 29 oktober 2013 |
| Montpellier HSC       | 3-2               | AS Nancy            | 30 oktober 2019 |
| Amiens SC             | 3-2               | Angers SCO          | 30 oktober 2019 |
| Chamois Niortais FC   | 1-2               | Toulouse FC         | 30 oktober 2019 |

- n.v. = na verlenging
- n.p. = na penalty's

## Achtste finales
De loting voor de derde ronde werd gehouden op 12 november 2019.
| Club               | Resultaat | Club                  | Datum            |
| ------------------ | --------- | --------------------- | ---------------- |
| Stade de Reims     | 1-0       | Montpellier HSC       | 17 december 2019 |
| AS Monaco          | 0-3       | Lille OSC             | 17 december 2019 |
| Olympique Lyonnais | 4-1       | Toulouse FC           | 18 december 2019 |
| Le Mans FC         | 1-4       | Paris Saint-Germain   | 18 december 2019 |
| Amiens SC          | 3-2       | Stade Rennais         | 18 december 2019 |
| FC Nantes          | 0-1       | RC Strasbourg         | 18 december 2019 |
| Nîmes Olympique    | 1-2       | Saint-Étienne         | 18 december 2019 |
| Stade Brestois     | 2-0       | Girondins de Bordeaux | 18 december 2019 |

- n.v. = na verlenging
- n.p. = na penalty's

## Kwartfinale
De loting voor de kwartfinale werd gehouden op 18 december 2019.
|                          |                                      |              |                                  |                                                                                     |
| 7 januari 2020 21:00 uur | Stade de Reims                       | 0 – 0 (n.v.) | RC Strasbourg                    | Stade Auguste-Delaune, Reims Toeschouwers: 10.202 Scheidsrechter: François Letexier |
| 7 januari 2020 21:00 uur |                                      |              |                                  | Stade Auguste-Delaune, Reims Toeschouwers: 10.202 Scheidsrechter: François Letexier |
| 7 januari 2020 21:00 uur | Strafschoppen                        |              |                                  | Stade Auguste-Delaune, Reims Toeschouwers: 10.202 Scheidsrechter: François Letexier |
| 7 januari 2020 21:00 uur | Donis Oudin Disasi Kamara Abdelhamid | 4–2          | Djiku Ajorque Bellegarde Corgnet | Stade Auguste-Delaune, Reims Toeschouwers: 10.202 Scheidsrechter: François Letexier |

|                          |                                                       |       |                     |                                                                                               |
| 8 januari 2020 18:45 uur | Olympique Lyonnais                                    | 3 – 1 | Stade Brestois      | Parc Olympique Lyonnais, Décines-Charpieu Toeschouwers: 20.096 Scheidsrechter: Jérôme Brisard |
| 8 januari 2020 18:45 uur | Moussa Dembélé 19' Houssem Aouar 55' Jean Lucas 90+1' |       | 85' Samuel Grandsir | Parc Olympique Lyonnais, Décines-Charpieu Toeschouwers: 20.096 Scheidsrechter: Jérôme Brisard |

|                          |                                    |       |           |                                                                                            |
| 8 januari 2020 21:05 uur | Lille OSC                          | 2 – 0 | Amiens SC | Stade Pierre-Mauroy, Villeneuve-d'Ascq Toeschouwers: 19,029 Scheidsrechter: Benoît Bastien |
| 8 januari 2020 21:05 uur | Luiz Araújo 50' Victor Osimhen 58' |       |           | Stade Pierre-Mauroy, Villeneuve-d'Ascq Toeschouwers: 19,029 Scheidsrechter: Benoît Bastien |

|                          |                                                                                |       |                  |                                                                              |
| 8 januari 2020 21:05 uur | Paris Saint-Germain                                                            | 6 – 1 | Saint-Étienne    | Parc des Princes, Parijs Toeschouwers: 47.677 Scheidsrechter: Clément Turpin |
| 8 januari 2020 21:05 uur | Mauro Icardi 2', 49', 57' Neymar 39' Jessy Moulin 44' (e.d.) Kylian Mbappé 67' |       | 71' Yohan Cabaye | Parc des Princes, Parijs Toeschouwers: 47.677 Scheidsrechter: Clément Turpin |

- n.v. = na verlenging
- n.p. = na penalty's

## Halve finale
De loting voor de halve finale werd gehouden op 9 januari 2020.
|                           |                                             |              |                                           |                                                                                              |
| 21 januari 2020 21:10 uur | Olympique Lyonnais                          | 2 – 2 (n.v.) | Lille OSC                                 | Parc Olympique Lyonnais, Décines-Charpieu Toeschouwers: 35.248 Scheidsrechter: Benoît Millot |
| 21 januari 2020 21:10 uur | Moussa Dembélé 17' (pen.) Houssem Aouar 85' |              | 12' Renato Sanches 90+3' (pen.) Loïc Rémy | Parc Olympique Lyonnais, Décines-Charpieu Toeschouwers: 35.248 Scheidsrechter: Benoît Millot |
| 21 januari 2020 21:10 uur | Strafschoppen                               |              |                                           | Parc Olympique Lyonnais, Décines-Charpieu Toeschouwers: 35.248 Scheidsrechter: Benoît Millot |
| 21 januari 2020 21:10 uur | Dembélé Terrier Cornet Mendes               | 4–3          | Bamba Rémy André Osimhen Sanches          | Parc Olympique Lyonnais, Décines-Charpieu Toeschouwers: 35.248 Scheidsrechter: Benoît Millot |

|                           |                |                                                            |                     |                                                                                 |
| 22 januari 2020 21:00 uur | Stade de Reims | 0 – 3                                                      | Paris Saint-Germain | Stade Auguste-Delaune, Reims Toeschouwers: 20.437 Scheidsrechter: Mikael Lesage |
| 22 januari 2020 21:00 uur |                | 9' Marquinhos 31' (e.d.) Ghislain Konan 77' Tanguy Nianzou |                     | Stade Auguste-Delaune, Reims Toeschouwers: 20.437 Scheidsrechter: Mikael Lesage |

- n.v. = na verlenging
- n.p. = na penalty's

## Finale
|                        |                                                  |              |                                                   |                                                                                 |
| 31 juli 2020 21:15 uur | Paris Saint-Germain                              | 0 – 0 (n.v.) | Olympique Lyonnais                                | Stade de France, Saint-Denis Toeschouwers: 3.500 Scheidsrechter: Jérôme Brisard |
| 31 juli 2020 21:15 uur |                                                  |              |                                                   | Stade de France, Saint-Denis Toeschouwers: 3.500 Scheidsrechter: Jérôme Brisard |
| 31 juli 2020 21:15 uur | Strafschoppen                                    |              |                                                   | Stade de France, Saint-Denis Toeschouwers: 3.500 Scheidsrechter: Jérôme Brisard |
| 31 juli 2020 21:15 uur | Di María Verratti Paredes Herrera Neymar Sarabia | 6–5          | Andersen Toko Ekambi Caqueret Mendes Aouar Traoré | Stade de France, Saint-Denis Toeschouwers: 3.500 Scheidsrechter: Jérôme Brisard |

- n.v. = na verlenging
- n.p. = na penalty's